# Mistrovství světa juniorů v ledním hokeji 2026
Mistrovství světa juniorů v ledním hokeji 2026 bude 50. oficiální mistrovství světa juniorů v ledním hokeji. Mistrovství začne 26. prosince 2025 a skončí 6. ledna 2026.

## Pozadí
Turnaj se vrací do regionu Minneapolis-Saint Paul, kde se naposledy konal v roce 1982. Spojené státy budou hostit WJC již posedmé a poprvé od roku 2018. Zápasy turnaje se budou hrát v Xcel Energy Center, domově týmu NHL Minnesota Wild, a v 3M Areně v Mariucci, která se nachází na Minnesotské univerzitě.

## Stadiony
| Minneapolis–Saint Paul              | Minneapolis–Saint Paul | Minneapolis–Saint Paul                |
| ----------------------------------- | ---------------------- | ------------------------------------- |
| Xcel Energy Center Kapacita: 17 954 | Minneapolis–Saint Paul | 3M Arena at Mariucci Kapacita: 10 257 |
|                                     | Minneapolis–Saint Paul |                                       |

## Skupiny

### Skupina A

#### Tabulka
| Poř. | Tým       | Z | V | VP | PP | P | VG | OG | B |
| ---- | --------- | - | - | -- | -- | - | -- | -- | - |
| 1.   | USA       | 0 | 0 | 0  | 0  | 0 | 0  | 0  | 0 |
| 2.   | Švédsko   | 0 | 0 | 0  | 0  | 0 | 0  | 0  | 0 |
| 3.   | Slovensko | 0 | 0 | 0  | 0  | 0 | 0  | 0  | 0 |
| 4.   | Švýcarsko | 0 | 0 | 0  | 0  | 0 | 0  | 0  | 0 |
| 5.   | Německo   | 0 | 0 | 0  | 0  | 0 | 0  | 0  | 0 |

### Skupina B

#### Tabulka
| Poř. | Tým      | Z | V | VP | PP | P | VG | OG | B |
| ---- | -------- | - | - | -- | -- | - | -- | -- | - |
| 1.   | Finsko   | 0 | 0 | 0  | 0  | 0 | 0  | 0  | 0 |
| 2.   | Česko    | 0 | 0 | 0  | 0  | 0 | 0  | 0  | 0 |
| 3.   | Kanada   | 0 | 0 | 0  | 0  | 0 | 0  | 0  | 0 |
| 4.   | Lotyšsko | 0 | 0 | 0  | 0  | 0 | 0  | 0  | 0 |
| 5.   | Dánsko   | 0 | 0 | 0  | 0  | 0 | 0  | 0  | 0 |

## Divize I

### Skupina A
| Poř. | Tým        | Z | V | VP | PP | P | VG | OG | B |
| ---- | ---------- | - | - | -- | -- | - | -- | -- | - |
| 1.   | Rakousko   | 0 | 0 | 0  | 0  | 0 | 0  | 0  | 0 |
| 2.   | Francie    | 0 | 0 | 0  | 0  | 0 | 0  | 0  | 0 |
| 3.   | Kazachstán | 0 | 0 | 0  | 0  | 0 | 0  | 0  | 0 |
| 4.   | Norsko     | 0 | 0 | 0  | 0  | 0 | 0  | 0  | 0 |
| 5.   | Slovinsko  | 0 | 0 | 0  | 0  | 0 | 0  | 0  | 0 |
| 6.   | Ukrajina   | 0 | 0 | 0  | 0  | 0 | 0  | 0  | 0 |

### Skupina B
| Poř. | Tým      | Z | V | VP | PP | P | VG | OG | B |
| ---- | -------- | - | - | -- | -- | - | -- | -- | - |
| 1.   | Estonsko | 0 | 0 | 0  | 0  | 0 | 0  | 0  | 0 |
| 2.   | Maďarsko | 0 | 0 | 0  | 0  | 0 | 0  | 0  | 0 |
| 3.   | Itálie   | 0 | 0 | 0  | 0  | 0 | 0  | 0  | 0 |
| 4.   | Japonsko | 0 | 0 | 0  | 0  | 0 | 0  | 0  | 0 |
| 5.   | Litva    | 0 | 0 | 0  | 0  | 0 | 0  | 0  | 0 |
| 6.   | Polsko   | 0 | 0 | 0  | 0  | 0 | 0  | 0  | 0 |

## Divize II

### Skupina A
| Poř. | Tým            | Z | V | VP | PP | P | VG | OG | B |
| ---- | -------------- | - | - | -- | -- | - | -- | -- | - |
| 1.   | Čína           | 0 | 0 | 0  | 0  | 0 | 0  | 0  | 0 |
| 2.   | Chorvatsko     | 0 | 0 | 0  | 0  | 0 | 0  | 0  | 0 |
| 3.   | Velká Británie | 0 | 0 | 0  | 0  | 0 | 0  | 0  | 0 |
| 4.   | Rumunsko       | 0 | 0 | 0  | 0  | 0 | 0  | 0  | 0 |
| 5.   | Jižní Korea    | 0 | 0 | 0  | 0  | 0 | 0  | 0  | 0 |
| 6.   | Španělsko      | 0 | 0 | 0  | 0  | 0 | 0  | 0  | 0 |

### Skupina B
| Poř. | Tým         | Z | V | VP | PP | P | VG | OG | B |
| ---- | ----------- | - | - | -- | -- | - | -- | -- | - |
| 1.   | Austrálie   | 0 | 0 | 0  | 0  | 0 | 0  | 0  | 0 |
| 2.   | Island      | 0 | 0 | 0  | 0  | 0 | 0  | 0  | 0 |
| 3.   | Izrael      | 0 | 0 | 0  | 0  | 0 | 0  | 0  | 0 |
| 4.   | Nizozemsko  | 0 | 0 | 0  | 0  | 0 | 0  | 0  | 0 |
| 5.   | Srbsko      | 0 | 0 | 0  | 0  | 0 | 0  | 0  | 0 |
| 6.   | Nový Zéland | 0 | 0 | 0  | 0  | 0 | 0  | 0  | 0 |

## Divize III

### Skupina A
| Poř. | Tým                 | Z | V | VP | PP | P | VG | OG | B |
| ---- | ------------------- | - | - | -- | -- | - | -- | -- | - |
| 1.   | Belgie              | 0 | 0 | 0  | 0  | 0 | 0  | 0  | 0 |
| 2.   | Tchaj-wan           | 0 | 0 | 0  | 0  | 0 | 0  | 0  | 0 |
| 3.   | Bulharsko           | 0 | 0 | 0  | 0  | 0 | 0  | 0  | 0 |
| 4.   | Turecko             | 0 | 0 | 0  | 0  | 0 | 0  | 0  | 0 |
| 5.   | Bosna a Hercegovina | 0 | 0 | 0  | 0  | 0 | 0  | 0  | 0 |
| 6.   | Thajsko             | 0 | 0 | 0  | 0  | 0 | 0  | 0  | 0 |

### Skupina B
| Poř. | Tým          | Z | V | VP | PP | P | VG | OG | B |
| ---- | ------------ | - | - | -- | -- | - | -- | -- | - |
| 1.   | Mexiko       | 0 | 0 | 0  | 0  | 0 | 0  | 0  | 0 |
| 2.   | Kyrgyzstán   | 0 | 0 | 0  | 0  | 0 | 0  | 0  | 0 |
| 3.   | JAR          | 0 | 0 | 0  | 0  | 0 | 0  | 0  | 0 |
| 4.   | Lucembursko  | 0 | 0 | 0  | 0  | 0 | 0  | 0  | 0 |
| 5.   | Hongkong     | 0 | 0 | 0  | 0  | 0 | 0  | 0  | 0 |
| 6.   | align="left" | 0 | 0 | 0  | 0  | 0 | 0  | 0  | 0 |